# جوني فاولر
جوني فاولر (بالإنجليزية: Johnny Fuller)‏ هو لاعب كرة قدم أمريكية أمريكي، ولد في 3 مارس 1946 في بومونت في الولايات المتحدة.

## وصلات خارجية
- جوني فاولر على موقع مرجع كرة القدم المحترفة.كوم (الإنجليزية)